# Albrecht Kossel
Ludwig Karl Martin Leonhard Albrecht Kossel (n. 16 septembrie 1853, Rostock, Mecklenburg-Schwerin, Confederația Germană – d. 5 iulie 1927, Heidelberg, Republica de la Weimar) a fost un medic german născut în Rostock, laureat al Premiului Nobel pentru Fiziologie sau Medicină în 1910.